# Матильда Даммартенська
Мати́льда (фр. Mathilde; 1202 — січень 1259) — графиня Даммартенська (1214—1260) і Булонська (1216—1260), королева Португалії (1248—1258). Представниця Даммартенського дому. Донька даммартенського графа Рено та булонської графині Іди. Покинута своїм чоловіком у літньому віці (1253); намагалася повернути його, шукаючи підтримки у Святого Престолу.

## Імена
- Маго (фр. Mahaut)
- Мауд (фр. Maud)
- Матильда де Даммартен, Матильда Даммартенська (фр. Mathilde de Dammartin)
- Матильда II Булонська (фр. Mathilde II de Boulogne, порт. Matilde II de Bolonha)

## Біографія
Матильда народилася у Франції близько 1202 року, в родині даммартенського графа Рено та булонської графині Іди єдиною донькою та єдиною спадкоємницею. 1214 року її батько потрапив у полон в Битві при Бувіні, втратив частину Даммартенського графства на користь корони й помер 1227 року у в'язниці. 1216 року померла її мати, залишивши Матильді Булонське графство.
Близько 1218 року французький король Філіпп II Август видав Матильду в шлюбі зі своїм молодшим сином-байстрюком Філіппом-Юрпелем, графом Клермон-ан-Бовезі. Вона була заручена з ним із дитинства і, ймовірно, виховувалася разом. У першому шлюбі Матильда народила доньку Жанну. 1234 року чоловік помер.
1235 року Матильда стала дружиною португальського інфанта Афонсу III, який мешкав у Франції. Напркінці 1245 року він переїхав до Португалії, де переміг у міжусобній війні 1246—1247 років, й 1248 року став новим португальським королем. У шлюбі з ним Матильда народила двох синів, які померли немовлятами. Під час сходження на престол Афонсу III відмовився від прав на Булонське графство, залишивши його Матильді. Її правління у Булоні було мирним і позначилося процвітанням краю. Зокрема, графиня фундувала церкву в Камбронн-ле-Клермоні.
1253 року Афонсу III одружився вдруге із кастильською інфантою Беатрисою, позашлюбною донькою кастильського короля Альфонсо X, попри те, що літня Матильда залишалася його законною дружиною. Вона поскаржилася на двоєженця до Святого Престолу, який підтримав її, але не зміг змінити волі португальського короля.
У січні 1259 року Матильда померла на самоті у Булонському графстві. Останнє перейшло Роберту, Оверніському графу. Даммартенське графство стало власністю Маттея Трійського.

## Родина
1-й чоловік: Філіпп-Юрпель (1201—1234) — граф Клермон-ан-Бовезі
Діти:

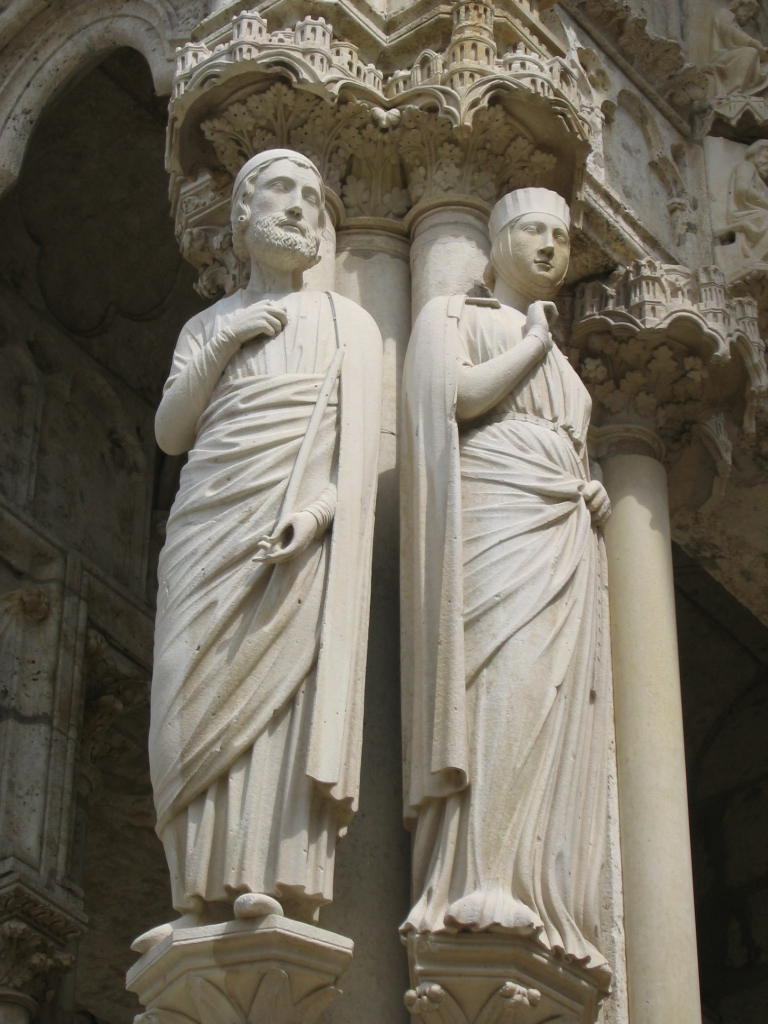
Матильда і Філіпп (скульптури XIII ст. з Шартрського собору)

- Жанна (1219—1252) ∞ Гоше Шатільйонський, спадкоємець Неверського графства.
- Альдерік (1222—1284) у тогочасних джерелах не згадується. Зазначений у праці Жана-Франсуа Дре-дьє-Радьє XVIII століття як граф Клермон-ан-Бовезі, що відмовився від титулів на користь сестри і виїхав до Англії.

2-й чоловік: Афонсу III (1210—1279) — король Португалії (1248—1279).
Діти:
- Роберт (1239) — помер немовлям.
- NN (1240) — помер немовлям.